# Murita
Murita es una localidad del municipio burgalés de Junta de Villalba de Losa, en la Comunidad Autónoma de Castilla y León (España). 

## Localidades limítrofes
Confina con las siguientes localidades:
- Al sur con Berberana.
- Al oeste con Villalba de Losa.

## Demografía
Evolución de la población
| Gráfica de evolución demográfica de Murita entre 2000 y 2021       |
|                                                                    |
| Población de derecho (2000-2017) según el padrón municipal del INE |

## Historia
Así se describe a Murita en el tomo XI del Diccionario geográfico-estadístico-histórico de España y sus posesiones de Ultramar, obra impulsada por Pascual Madoz a mediados del siglo XIX:

Lugar en la provincia, diócesis, audiencia territorial y capitanía general de Burgos (18 leguas), partido judicial de Villarcayo (7), y ayuntamiento de la junta de Villalba de Losa (1/2). Situado en una cuesta, donde le combaten los vientos E y O; su clima es templado y las enfermedades más comunes los constipados. Tiene 13 casas; una iglesia parroquial (Santa María), y un cementerio en los afueras del lugar y a distancia de 60 pasos de aquella, la cual está servida por un cura párroco y un sacristán; los vecinos de surten para beber de las aguas que nacen de una cueva sumamente profunda, facilitando algunos pozos la necesaria para el uso de los ganados; y unas y otras son bastante crudas. Confina el término N Tartanga (provincia de Álava); E Berberana; S Villalba, y O Mijala. El terreno es secano y de poco fondo; en él se encuentran algunas canteras de piedra que sirve para la construcción de edificios, y también un monte poblado de hayas, llamado de Santiago. Caminos: los locales y la carretera que conduce a Orduña, pasando por el expresado monte. Correos: la correspondencia se recibe de la estafeta de Berberana. Producciones: trigo mocho, cebada, patatas y legumbres; cría ganado vacuno, lanar y caballar, y caza de codornices. Industria: la agrícola. Población: 6 vecinos, 23 almas. Capital productivo: 122.910 reales. Imponible: 11.503.
Diccionario geográfico-estadístico-histórico de España y sus posesiones de Ultramar